# Komplexa oorganiska pigment

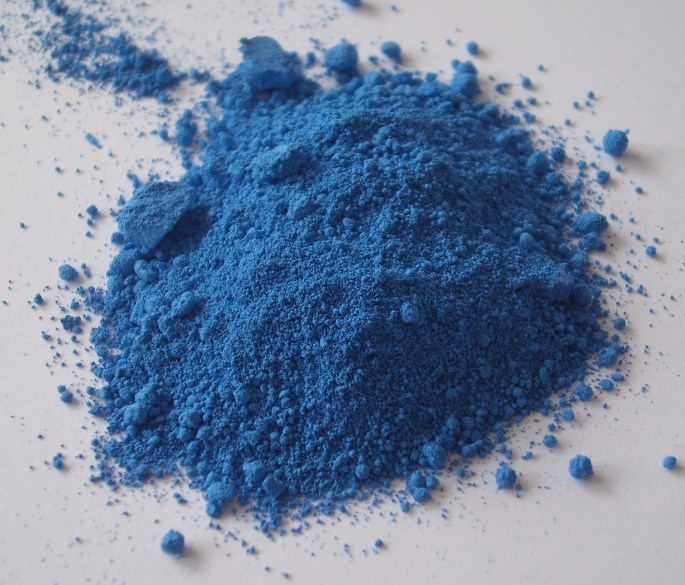
Koboltblått, C.I. Pigment Blue 28, är ett spinellpigment och ett av de mer allmänt kända komplexa oorganiska pigmenten.

Komplexa oorganiska pigment, även kallade blandmetalloxidpigment, är en grupp syntetiska, oorganiska färgpigment kännetecknade av mycket hög beständighet. De består av fasta lösningar av två eller fler metalloxider i stabila kristallformer, som åstadkommits genom kalcinering vid höga temperaturer.
Enstaka av dessa pigment används även i konstnärsfärger, till exempel koboltblått, men de har låg färgstyrka jämfört med många andra pigment och används främst där det ställs höga krav på tålighet.

## Egenskaper
Dessa pigment har utmärkt ljusäkthet, klarar kemikalier och både sura och basiska miljöer bra, och de klarar av temperaturer på åtminstone 1000°C, vilket gör dem särskilt lämpliga för infärgning av plaster och för keramik, liksom för glas.
De två dominerande grupperna, definierade utifrån kristallstruktur, är pigment med rutilstruktur och spinellpigment. Dessa typer av kristaller gör dessutom att pigment med metaller som annars skulle varit giftiga har så låg biotillgänglighet att de inte anses skadliga. Med sin höga tålighet fungerar de ofta bra, inom rätt färgområde, som ersättare för giftiga kadmiumpigment.
Om man klassificerar pigmenten efter innehåll, är titanaterna den mest använda gruppen och framför allt rutiltitanater, såsom kromtitangult och nickeltitangult.
Färgerna erhålls av övergångsmetaller i kombination med syre (O). Metaller som används för detta är vanadin (V), krom (Cr), mangan (Mn), järn (Fe), kobolt (Co), nickel (Ni) och koppar (Cu), medan andra metaller, liksom ett par halvmetaller, används för reglering av pigmentens övriga egenskaper.
För att vid framställningen erhålla god fördelning av ämnena och åstadkomma den önskade stabiliteten, använder man sig av temperaturer på 800°C–1300°C.

## Rutilpigment

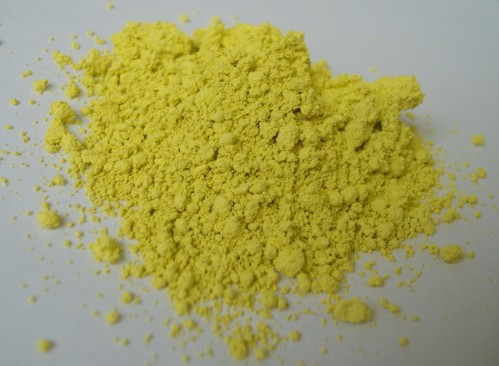
Nickeltitangult
C.I. Pigment Yellow 53

Pigmenten i rutilgruppen har den generella formeln MO2, där M står för metallatomer och O för syre, som finns i dubbelt antal mot de förra. Rutilstrukturen hör till det tetragonala kristallsystemet och har fått sitt namn från mineralet rutil, som innehåller titandioxid, TiO2.
Vid framställning av rutilpigment utgår man från TiO2 och låter metaller av lämplig mängd och typ, för önskad färg och egenskap, ersätta en del av titanet. Råvaran för TiO2 är i detta sammanhang ofta anatas, som vid 800°C–1000°C omvandlas till rutil.
Exempel på pigment av rutiltyp:
- Gult: Nickeltitangult, C.I. Pigment Yellow 53, nickelantimontitanat, (Ti0,85Ni0,05Sb0,10)O2.
- Jordfärg: Kromtitangult, C.I. Pigment Brown 24, kromantimontitanat, (Ti0,90Cr0,05Sb0,05)O2.

## Spinellpigment

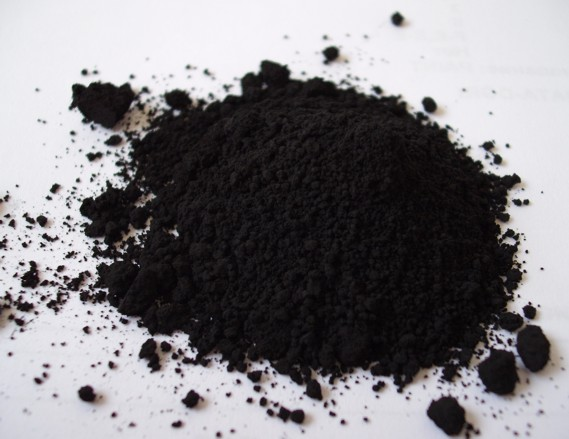
Kopparkromit
C.I. Pigment Black 28

Spinellpigmentens generella formel kan skrivas MM2O4, eller förkortat M3O4, där M står för metallatomer och O för syre. Spinellstrukturen ingår i det kubiska kristallsystemet och har fått sitt namn efter mineralet spinell, som innehåller magnesiumaluminat MgAl2O4.
Exempel på spinellpigment:
- Blått: Koboltblått, C.I. Pigment Blue 28, koboltaluminat, CoAl2O4.
- Grönt: Koboltgrönt i varianterna:
  - C.I. Pigment Green 26, koboltkromit, CoCr2O4
  - C.I. Pigment Green 50, kobolttitanat, Co2TiO4
- Svart: Spinellsvart, en grupp pigment med bland annat:
  - C.I. Pigment Black 26, manganferrit, (Fe,Mn)(Fe,Mn)2O4
  - C.I. Pigment Black 28, kopparkromit, CuCr2O4

## Hematit- eller korundstruktur
En ytterligare grupp har hematit- eller korund-liknande kristallstruktur och ingår i det trigonala kristallsystemet. Deras generella formel kan skrivas M2O3, där M står för metallatomer och O för syre.
Exempel på pigment:

- Svart / mörkt brunt: Kromhematitpigment, (Cr,M)2O3, där M är endera, eller en kombination av, järn(III)-, aluminium(III)- och/eller mangan(III)oxid.[8][9] Dessa har (2018) inget eget Colour Index-namn, utan brukar få samma beteckning som den okalcinerade krom(III)oxiden, C.I. Pigment Green 17 (77288), anternativt någon beteckning som motsvarar blandningen av metalloxider.
  - Järnkromhematitpigment, (Cr,Fe)2O3, mörkt rödbrun till svart färg; brukar betecknas C.I. Pigment Green 17 eller C.I. Pigment Brown 29.[2]